# Wacholderhänge bei Wonsees
Die Wacholderhänge bei Wonsees sind ein Naturschutzgebiet in Wonsees, einem Markt im Landkreis Kulmbach in Bayern. Es liegt südlich des Kernortes Wonsees.

## Bedeutung
Das 13,15 ha große Gebiet ist seit 1980 als Naturschutzgebiet ausgewiesen. Es handelt sich um ein Halbtrockenrasengebiet mit Dolomitfelsen und Wacholderbeständen.